# رسالة صلح (كتاب)
رسالة صلح أو رسالة سلام هو آخر كتاب كتبه ميرزا غلام أحمد، مؤسس الجماعة الأحمدية في الإسلام. انتهى من الكتاب في 25 أيار 1908، أي قبل يوم واحد من وفاته. كُتب العمل باللغة الأردية وتٌرجم إلى الإنجليزية.

## الخلفية
كتب ميرزا غلام أحمد هذا الكتاب المكون من خمسين صفحة في يومين، وانتهى منه قبل يوم واحد من وفاته في 26 أيار 1908. وكان قد خطط لقراءة هذا العمل في 26 أيار 1908، في مبنى الأحمدية في لاهور. ولكنه توفي بعد مرض قصير جدًا. ومع ذلك، فقد نُشر في شكل كُتيب.

## الملخص
يركز هذا الكتيب الذي كتبه ميرزا غلام أحمد بشكل رئيس على الفجوة بين الهندوس والمسلمين في الهند بسبب الكراهية المتبادلة والاختلافات في الثقافات. وفي هذا الصدد، وجه نداء عاجلا حارا وأعلن أن تعاليم الإسلام تغرس الاحترام والتقدير للقيم والحساسيات الدينية المتبادلة. علاوة على ذلك، فهو يذكر الوضع الروحي لراما، وتشاندرجي، وكريشنا، باعتبارهم قديسين إلهيين، والفيدا باعتبارها واحدة من العديد من كتب الله.

## روابط خارجية
- نص رسالة سلام